# Sunday Morning (Maroon 5)
Sunday Morning is een nummer van de Amerikaanse band Maroon 5 uit 2004. Het is de vierde single van hun debuutalbum Songs About Jane.
Het nummer werd een bescheiden hitje in de VS, Europa, Oceanië, Zuid-Korea en Brazilië. In de Amerikaanse Billboard Hot 100 bereikte het de 31e positie. In de Nederlandse Top 40 haalde het de 20e plek, en in Vlaanderen haalde het de 1e positie in de Tipparade.